# Discosia vagans
Discosia vagans är en svampart som beskrevs av De Not. 1849. Discosia vagans ingår i släktet Discosia och familjen Amphisphaeriaceae.   Inga underarter finns listade i Catalogue of Life.